# Мујо и Хасо суперстарс
Мујо и Хасо (суперстарс) је босанскохерцеговачка хумористичка телевизијска серија снимљена је 2004. године у продукцији „Ариха“ чији је власник Игор Арих, а у режији Бранка Ђурић Ђуре познатог по југословенској серији Топ листа надреалиста. Скечеви су снимани у Љубљани. Серија је преведена на италијански, њемачки и енглески језик.

## Радња
Серија се састоји из 63 хумористична скеча који су снимљени у Љубљани. Основ свих скечева су најпопуларнији вицеви о Муји и Хаси. Улогу Мује тумачи глумац Милан Павловић, а улогу Хасе сарајевски глумац Енис Бешлагић.

## Глумци
| Глумац         | Улога  |
| -------------- | ------ |
| Милан Павловић | Мујо   |
| Енис Бешлагић  | Хасо   |
| Симона Кросл   | Фата   |
| Јуриј Зрнец    | доктор |